# Udržitelná doprava
Udržitelná doprava je taková doprava, která usiluje o udržitelnost, tedy taková, která se snaží minimalizovat svůj dopad na životní prostředí a využívat spíše obnovitelné zdroje energie.
Za typické příklady takové dopravy je považována chůze, jízda na kole, veřejná doprava nebo sdílení automobilů. Konkurence těchto druhů dopravy je vyjádřena podílem na přepravním výkonu
Doprava jako taková má velký vliv na životní prostředí, na celosvětové spotřebě energií a emisích oxidu uhličitého se podílí z 20%-25%. Ze všech energetických sektorů se právě v dopravě zvyšuje produkce skleníkových plynů. Silniční doprava je také významným původcem smogu.
Mezi méně přímé nepříznivé jevy, kterými společnost platí za dopravu, patří dopravní nehody, nedostatek fyzické aktivity, čas zmařený dojížděním a zranitelnost vůči nárůstu cen paliv. Důležitá je také uhlíková "stopa" této činnosti.
V rámci udržitelné dopravy je snaha nepříznivé jevy co nejvíce potlačit. Zahrnuje to i omezování samotné dopravy — zatímco klasický přístup dopravního plánování primárně usiluje o co největší míru mobility obecně, v rámci snahy o udržitelný rozvoj je doprava prostředek  a nikoliv cíl, je zde snaha plánovat města a jejich dopravní tepny tak, aby se zbytečná doprava omezila.